# Cora Eppstein
Cora Eppstein, eigentlich Varena Eppstein, (* 21. August 1900 in Metz, Deutschland, heute Frankreich; † August 1939 in Paris, Frankreich) war Sängerin und Antifaschistin.

## Leben und Wirken
Sie wurde am 21. August 1900 als Tochter von Leonie und Emil Mayer Eppstein, geborene Mayer, unter dem Namen Karolie Mayer geboren. Die Familie siedelte am 20. Februar 1910 ins Saargebiet über, zunächst nach Neunkirchen/Saar, später nach Saarbrücken. Dort lebten sie in der Gersweilerstraße 18, danach in der Neugeländestraße. In zweiter Ehe war sie mit dem Dirigenten, Komponisten, Pianisten Eberhard Schmidt verheiratet. 1939 starb sie in Paris an Typhus.

### Konzerttätigkeit
In Saarbrücken machte sie eine Ausbildung als Sängerin. 1926 gab sie ein Konzert im Jüdischen Jugendverein (Lieder von Franz Schubert, Richard Wagner, Gustav Mahler, Arnold Schönberg). Am saarländischen Staatstheater erhielt sie ihr erstes Engagement.
Über Frankfurt ging sie 1930 nach Berlin, blieb ohne Anstellung und gab mit anderen arbeitslosen Künstlerinnen diverse Konzerte in kleineren Lokalitäten. Da sie in der antifaschistischen und kommunistischen Bewegung aktiv war, sang sie auf Veranstaltungen des Roten Frontkämpferbundes und der Internationalen Arbeiterhilfe. Dabei wurde sie häufig von ihrem Ehemann am Klavier begleitet. In Saarbrücken trat sie mit dem Arbeitergesangsverein von Rudolf Loewy auf und war mit dessen Tochter Esther Bejarano bekannt.

### Politisches Wirken
1933 ging sie mit ihrem Mann zurück ins Saarland um der faschistischen Verfolgung zu entgehen. Sie beteiligten sich beide am Abstimmungskampf, für den die „Deutsche Front“, von der NSDAP geführt, die Parole „Heim ins Reich“ ausgegeben hatte. In diesem Zusammenhang trat sie häufig bei Veranstaltungen von Sozialdemokraten, Kommunisten, Gewerkschaftlern und katholischen Gruppen gegen Hitler auf. Von den Nationalsozialisten wurde sie als Jüdin und aus politischen Gründen verfolgt. Nach der Saarabstimmung am 13. Januar 1935 flüchtete sie mit ihrem Mann nach Frankreich.

## Ehrungen und Auszeichnungen

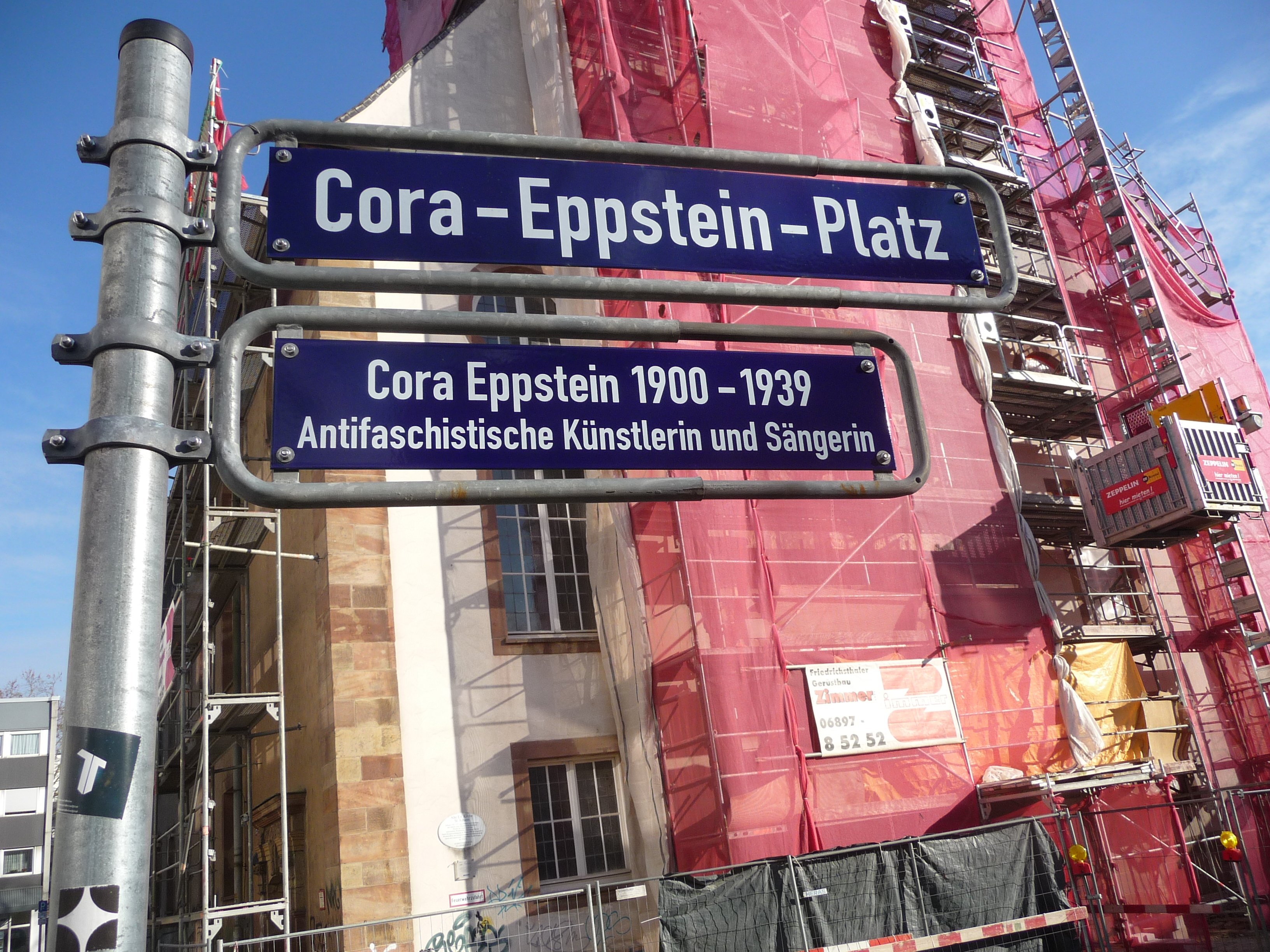
Straßenschild Cora-Eppstein-Platz in Saarbrücken

2013 wurde ihr zu Ehren in Saarbrücken ein musikalischer Abend veranstaltet.
In Saarbrücken wurde im Mai 2016 ein Platz in der Altstadt nach ihr benannt.